# Tipula tabida
Tipula tabida är en tvåvingeart som beskrevs av Günther Enderlein 1912. Tipula tabida ingår i släktet Tipula och familjen storharkrankar.
Artens utbredningsområde är Peru. Inga underarter finns listade i Catalogue of Life.